# 스티븐 웰시
스티븐 웰시(영어: Stephen Welsh, 2000년 1월 19일 ~ )는 스코틀랜드의 축구 선수이다. 그의 포지션은 중앙 수비수로, 현재 스코티시 프리미어십의 셀틱에서 활약하고 있다.

## 클럽 경력
웰시는 셀틱 유소년팀에서 축구를 시작했고, 2017년에 2군팀으로 승격했으며 2018년 3월에 셀틱과 2020년까지 계약을 맺었다. 2군에서 그는 SPFL 디벨로프먼트 리그 외에도 스코티시 챌린지컵에 출전했다.
2019년 8월 29일, 웰시는 스코티시 챔피언십의 그리녹 모턴으로 한 시즌 임대되었다. 그는 2020년 1월 원 소속팀으로 임대 복귀하였다. 2020년 2월 2일, 4-1로 승리한 해밀턴 아카데미컬과의 원정 경기에서 셀틱 1군 소속으로 첫 경기를 치렀다.
2021년 2월 6일, 웰시는 2-1로 이긴 머더웰과의 리그 경기에서 데이비드 턴불의 코너킥을 헤딩으로 연결해 데뷔골을 넣었다. 2021년 4월 13일, 그는 셀틱과 2025년까지 재계약을 맺었다.

## 국가대표팀 경력
웰시는 스코틀랜드 U-17, U-19, U-21 국가대표팀이다.

## 수상 내역
셀틱
- 스코티시 프리미어십: 2021–22[11]
- 스코티시 리그컵: 2021–22[12]